# Райова воденица
Райовата воденица (на гръцки: Υδρόμυλος του Ράιου) е историческа производствена сграда, воденица, в град Негуш, Гърция.
Воденицата е разположена в Батани, на десния бряг на Арапица, точно до моста на Батани, на улица „Каратасиос“ №8.
Представлява двуетажа сграда с традиционна архитектура. Производствената част се намира в западната част на партера и образува самостоятелно помещение, а на етажа се намират жилищните части.
Зданието е забележителен пример за местната традиционна архитектура. Предполага се, че е построена в периода 1850 – 1880 година.
В 1999 година воденицата е обявена за паметник на културата.